# Ярослав-Логівська сільська рада
Яросла́в-Ло́гівська сільська рада (рос. Ярослав-Логовский сельский совет) — сільське поселення у складі Родинського району Алтайського краю Росії.
Адміністративний центр та єдиний населений пункт — село Ярославцев Лог.

## Населення
Населення — 614 осіб (2019; 818 в 2010, 1082 у 2002).